# Louis Trintzius
Louis Trintzius (8 novembre 1861 à Paris-26 janvier 1933 à Rouen) est un architecte français.

## Biographie
Louis René Trintzius nait à Paris 17e le 8 novembre 1861, fils d'Alexis François Joseph († 1878) et d'Émilie Saucourt († 1885).
Il se marie le 16 mai 1887 à Paris 6e avec Louise Angélique Cornet. Ils divorcent le 7 décembre 1896. Il se marie en secondes noces le 8 avril 1897 à Rouen avec Suzanne Augustine Amélie Jarry. Ils ont un fils, René Victor (1898-1953), écrivain.
Architecte de la ville de Rouen, Auguste Leblond le nomme directeur des services techniques et directeur des jardins de Rouen. Il est également architecte des Hospices civils de Rouen du 17 avril 1918 au 1er février 1928.
Présenté par René Herval et Dervois, il devient membre des Amis des monuments rouennais. Il est également membre de la Société des architectes de la Seine-Inférieure.
Il vit en 1887 au no 19 rue Le Verrier à Paris, en 1895-1897 au no 27 rue de Reims à Rouen, en 1898 au no 84 rue de la République à Rouen, en 1923 au no 36 rue d'Elbeuf à Rouen et en 1930 no 66 rue Jeanne-d'Arc à Rouen où il meurt subitement en 1933.

## Distinctions
- Officier d'académie

## Réalisations
- école de la Courtille à Melun - 1888-1892 (en collaboration avec Charles Touzet)
- école maternelle Kergomard, rue Sainte-Claire à Rouen
- transformation de l'hôtel Guérin en école de filles, 18 rue René-Pouteau à Melun - 1888, détruit en 1977 (en collaboration avec Charles Touzet)
- monument aux morts du Petit-Quevilly[2]
- collège de Joyeuse à Rouen, 1897
- création du crématorium au cimetière monumental, le 2ème à entrer en fonction en France , 1899
- création d'un système de poubelles basculantes allégeant la manutention, copié dans d'autres villes par la suite
- bourse du Travail, place de la Haute-Vieille-Tour à Rouen - 1903, détruit en 1948
- presbytère de Saint-Sever à Rouen, 1905
- crèche Marcel-Buquet à Rouen
- marché couvert, place des Emmurées à Rouen, détruit
- pavillon de dermatologie, Rouen
- restauration de la chapelle du lycée Corneille, rue Bourg-l'Abbé à Rouen